# Wacław III opawski
Wacław III opawski (ur. ok. 1445, zm. 1474) – formalny książę opawski w latach 1452–1456. Pochodził z dynastii Przemyślidów.
Wacław III był drugim pod względem starszeństwa synem księcia opawskiego Wilhelma i Salomei z Castolović.
Wcześnie (1452 r.) osierocony przez ojca Wacław znalazł się wraz z dwoma braćmi – Fryderykiem i Przemkiem III pod opieką stryja Ernesta. Opieka najbliższego krewnego nie była jednak dobra, skoro w 1456 r. Ernest nie patrząc na prawa bratanków zastawił księstwo opawskie książętom opolskim za sumę 28 000 dukatów.
Ziemi opawskiej Przemyślidom nie udało się już nigdy wykupić, zresztą w 1464 r. Ernest razem z bratem Przemkiem II przenieśli możność odzyskania zastawu na króla czeskiego Jerzego z Podiebradów.
Pozbawiony dzielnicy rodowej Wacław III wyjechał na Dolny Śląsk, gdzie w nieznanych okolicznościach w latach siedemdziesiątych zdobył władzę i wystąpił jako pan na Ścinawie. Tam też w 1474 r. w stanie bezżennym i bezpotomnym zmarł.